# Сардаров, Сергей Аркадьевич
Сергей Аркадьевич Сардаров (арм. Սերգեյ Արշակի Սարդարով; 25 февраля 1909, село Азых, Елизаветпольская губерния — 6 сентября 1987, Минск) — советский военачальник, участник Великой Отечественной войны, генерал-полковник авиации (16.06.1965).

## Детство и молодость
Из бедной многодетной (7 детей) крестьянской семьи. Армянин. В поисках лучшей доли семья переехала в Баку. В 1918 году, спасая семью от событий Гражданской войны, которые в Баку носили кровопролитный характер, отец перевёз семью в Ташкент. Окончил неполную школу в 1921 году. С 1921 года работал учеником слесаря и слесарем в мастерской по ремонту велосипедов в Ташкенте. Учился на рабфаке (окончил в 1929 году), одновременно учился в Ташкентском аэроклубе. В 1929 году направлен на учёбу в Московское механико-машиностроительное училище, окончил 2 курса, был секретарём комсомольской организации курса.

## Начало военной службы
В 1931 году по партийной мобилизации призван в Красную Армию. Окончил Ленинградскую военно-теоретическую школу лётчиков в 1933 году, курсы лётно-командного состава при 1-й Качинской авиационной школе в 1934 году. С 1936 года служил на Дальнем Востоке: командир звена, командир авиаотряда, с 1938 года — военный комиссар эскадрильи. С 1939 года — военный комиссар 18-го истребительного авиационного полка в Особой Краснознамённой Дальневосточной армии. С 1940 года — командир 307-го истребительного авиационного полка на Дальнем Востоке.

## Великая Отечественная война
Осенью 1941 года был направлен на учёбу и в начале 1942 года окончил курсы усовершенствования командного состава при Военно-воздушной академии РККА (которая тогда находилась в эвакуации в Чкалове, ныне — Оренбург). С 1 августа 1942 года — командир 965-го истребительного авиационного полка ПВО. Полк входил в состав Архангельского района ПВО, с января 1943 — в состав 126-й истребительной авиационной дивизии ПВО Грозненского района ПВО, с февраля 1944 года — в Закавказскую зону ПВО, с мая 1944 года — в 123-ю истребительную авиационную дивизию ПВО Южного фронта ПВО. С октября 1944 года до конца войны — заместитель командира 123-й истребительной авиационной дивизии. За годы войны истребительные части ПВО под его командованием прикрывали в воздуха Архангельск и прибывающие в него арктические конвои союзников, в ходе битвы за Кавказ — прикрывали коммуникации и промышленные центры Северного Кавказа и Закавказья, затем по мере наступления советских войск — объекты на освобожденной территории Таманского полуострова, Новороссийска, Крыма, Румынии. За годы войны С. А. Сардаров выполнил большое количество (около 600) вылетов на прикрытие объектов и войск, но не имел воздушных боёв и сбитых самолётов. Своей первой наградой — орденом Красной Звезды — был награждён 29 марта 1944 года за отличную боевую подготовку своего полка.

## Послевоенная служба
В послевоенные продолжал службу в Войсках ПВО страны в прежней должности. С 1948 по 1950 годы — командир истребительной авиационной дивизии. В 1952 году окончил Высшую военную академию имени К. Е. Ворошилова. С 1952 года командовал корпусом ПВО. Много летал, освоил реактивные истребители. С мая 1960 по февраль 1966 года — командующий 2-й отдельной армией ПВО (Минск). С 1966 года — заместитель начальника Военной командной академии противовоздушной обороны (Калинин).
В феврале 1971 года — в запасе по состоянию здоровья. Жил в Минске. 
Скончался 6 сентября 1987 года. Похоронен на Восточном кладбище.
Член КПСС с 1930 года. Депутат Верховного Совета Белорусской ССР. Член Центрального комитета Коммунистической партии Беларуси.

## Награды
- Орден Ленина
- Два ордена Красного Знамени
- Два ордена Отечественной войны 1-й степени (18.08.1945, 11.03.1985)
- Три ордена Красной Звезды (первый — 29.03.1944)
- Медаль «За оборону Кавказа»
- Медали СССР

## Воинские звания[4]
- Подполковник (1944)
- Полковник (1948)
- Генерал-майор авиации (1952)
- Генерал-лейтенант авиации (1958)
- Генерал-полковник авиации (1965)

## Память
Памятник установлен в родном селе Азых в 2010 году Информация об открытии памятника С. А. Сардарову на сайте Президента Республики Арцах. Над могилой С. А. Сардарова на Восточном кладбище установлен гранитный монумент с рельефным профильным портретом.

## Комментарии
1. ↑  Ныне в Ходжавендском районе Азербайджанской республики.